# 미국 선거인단

2024년 미국 대통령 선거의 결과를 나타낸 지도.
붉은색: 트럼프가 확보한 선거인단 312인 (31개 주)
푸른색: 해리스이 확보한 선거인단 226인 (19개 주와 워싱턴 D.C.)

미국 선거인단(美國 選擧人團, 영어: United States Electoral College, USEC)은 4년마다 미국의 대통령과 미국의 부통령을 뽑는 공식적인 기구다. 미국의 주와 워싱턴 DC는 인구비례로 선거인단을 뽑는다. 해외 영토에서는 선거인단을 뽑지 않는다.
미국 대선 선거인단 수는 538명인데, 이는 미국 하원(435명)과 미국 상원(100명) 숫자를 합한 535명에 워싱턴 D.C. 선거인단 3명을 합한 것이다. 미국 헌법 2조 1항 2절은 선거인단 숫자와 선출 방식을 기술하고 있다.
미국 각 주와 워싱턴 D.C. 선거권자는 직접 대통령 후보에 투표하는 게 아니라 이미 특정 정, 부통령 후보를 지지하기로 서약한 선거인단에 투표하는 것이다. 대부분 주에서는 승자독식제(winner-takes-it-all)를 채택하고 있다. 승자독식제는 해당 주에서 가장 많은 표를 얻은 후보에게 선거인단 전체가 표를 몰아주는 방식을 뜻한다. 비록 선거인단이 미국 연방법에 따라 특정 정, 부통령 후보에 대한 지지서약을 할 필요는 없지만, 대부분 선거인단은 애초 약속한 대로 정, 부통령 후보에게 투표한다.
미국 제12차 수정헌법은 선거인 1인당 대통령 후보에게 한 표, 부통령 후보에게 한 표를 행사하게 되어 있다. 또한 이 헌법에는 대통령, 부통령 선출 방식을 명시하고 있다. 제23차 수정헌법은 워싱턴 DC 선거인단 숫자를 명시했다.
선거인단 제도 비판자들은 이 제도가 본질에서 민주주의에 반한다고 말하며, 경합주(swing state)가 대선에 지나치게 많은 영향력을 행사하게 한다고 지적한다. 하지만, 이 제도 지지자들은 선거인단 제도가 미국 연방제도에서 아주 중요한 지점이라고 주장한다. 또한 지지자들은 선거인단 제도가 규모가 작은 주의 권리를 보호한다고 말한다. 미국 헌법을 선거인단 제도에서 주민 직선제로 바꾸는 내용의 헌법 개정안이 여러 차례 하원에서 논의하기도 했다.

## 현행 제도
대통령과 부통령에 대한 간접선거의 이면에 있는 헌법적 이론은 직접선거로 선출되는 의회 의원들과 달리 대통령과 부통령은 독립적인 개별 주들의 '연방'의 집행부라는 것이다.
미국의 제4대 대통령 제임스 매디슨은 자신의 수필 '연방주의자 논문 제39호'(Federalist No.39)에서 미국 헌법이 각 주를 대표하는 방식과 전체 인민을 대표하는 방식이 합쳐진 상태로 만들어졌다고 주장했다. 이에 따라 의회는 주를 대표하는 상원과 인민을 대표하는 하원으로 나뉜 것이다. 마찬가지로 대통령도 두 가지가 합쳐진 방식으로 뽑혀야 한다는 얘기다.
또한 매디슨은 자신의 수필 '연방주의자 논문 제10호'(Federalist No.10)에서 선거제도에서 나타나는 "사심 가득하고 거만한 다수"와 "파벌의 폐해"를 반대하는 주장을 폈다. 매디슨은 파벌을 "단결해 있으며 어떤 공통적인 열정의 충동 또는 다른 시민의 권리나 공동체의 영구적, 총체적 이익에 반하는 사심에 부추김을 받은 다수 혹은 소수의 시민들"로 정의했다. 직접 민주주의와 반대되는 의미로서의 연방주의(공화국)와 선거권자의 권리와 힘을 배분하는 연방주의의 다양한 방식은 파벌을 무효화할 것이다. 나아가 매디슨은 '연방주의자 10번'에서 인구 수가 늘어나고 공화국이 팽창할수록 파벌들이 조직화하기는 더 어려워질 것으로 가정했다.

### 개괄
대선 선거인단이 뽑히는 방식은 각 주마다 주 법에 따라 다르다. 메인주와 네브래스카주를 제외하면, 각 주는 승자독식제에 따라 선거인단을 지정한다. 대통령 선거일에 나오는 투표용지에 대통령 후보의 이름이 나오기는 하나, 선거권자들은 실제로는 정, 부통령 후보에 투표하는 것이 아니라, 자신의 주의 선거인단에 투표하는 것이다.
대통령 선거일 이후에 선거인단은 별도의 선거인단 투표를 통해 대통령과 부통령을 선출한다. 언론이나 여론조사 기관에서는 국민 투표를 가정하고 여론조사를 하지만, 실제로는 간접 선거의 방식으로 미국의 정, 부통령이 뽑히는 것이다.
한 대선 후보가 승리하기 위해서는 선거인단 투표에서 과반수(현행 제도에서는 270명 이상)의 표를 얻어야 한다. 만약 과반수를 얻은 정, 부통령 후보가 없다면 해당 대선 결과는 미국의 제12차 개정헌법의 우발사태 처리절차에 따라 결정된다.
현행 선거인단 제도에 따르면, 두 명의 대통령 후보가 선거인단 투표에서 각각 269표를 얻어서 동률이 되면, 별도의 절차에 따라 당선인이 결정된다.

### 선거인단

#### 선거인단의 할당
선거인단의 숫자는 미국의 상하원 의원 숫자인 100명, 435명을 합친 535명에 워싱턴DC의 선거인단 숫자인 3명을 합친 총 538명이다.
각 주의 선거인단 수는 각 주에 할당된 상하원 의원의 숫자와 같다. 인구가 많은 주일수록 하원의원 숫자가 많기 때문에, 해당 주의 선거인단 숫자 역시 많다. (상원의원 수는 각 주별로 2인으로 같음)
선거인단 기자가 가장 많은 상위 6개 주는 다음과 같다. 캘리포니아주(55명), 텍사스주(38명), 뉴욕주(29명), 플로리다주(29명), 일리노이주(20명), 펜실베이니아주(20명) 반면, 알래스카주, 델라웨어주, 몬태나주, 노스다코타주, 사우스다코타주. 버몬트주, 와이오밍주 등은 각자 선거인단 숫자가 3명에 불과하다. 각 주의 하원의원 숫자는 인구조사 결과에 따라 10년마다 바뀌기 때문에 그때마다 각 주의 선거인단 숫자도 바뀌게 된다.
제23차 수정헌법에 따라 워싱턴DC 역시 선거인단을 갖게 됐다. 워싱턴DC의 선거인단은 가장 인구가 적은 와이오밍 주와 마찬가지로 3명이다.

#### 선거인단 선출
미국 헌법 2조 1항 2절에 따라 각 주의 주 의회가 선거인단 결정 방식을 정한다. 또한 선거인단은 선출직, 임명직 무관하게 연방 관직을 맡지 않아야 한다. 제14차 수정헌법 3항에 따르면, 주 또는 연방 관직을 수행하기 위한 미 헌법을 지지 맹세를 한 사람이나, 미국에 대항해 반란을 일으킨 사람은 선거인단이 될 수 없다. 하지만 상하원 2/3 이상 동의가 있으면 이 조항을 철폐할 수 있다.
선거인단 후보들은 대통령 선거 한달 전에 각 주 정당들이 추천한다. 일부 주에서는 대통령 후보를 선출하듯 예비 선거(primary)를 통해 선거인단 후보를 정하기도 한다. 오클라호마주, 버지니아주, 노스캐롤라이나주에서는 당대회에서 선거인단 후보를 정한다. 펜실베이니아주에서는 각 후보의 선거대책위원회(campaign committee)가 선거인단 후보를 지명한다. 이는 신의 없는 선거인 출현을 막기 위함이다.
연방법은 11월 첫째 월요일의 다음날을 연방 선거일로 규정하고 있다. 48개 주와 워싱턴DC의 선거인단은 승자독식제에 의거해 대통령을 뽑는다. 반면 메인 주와 네브래스카 주는 '선거구 방식'(Congressional District Method)이다. 이들 주는 하원의원 선거구에 해당하는 선거인단을 해당 선거구의 투표 결과에 따라 선출하고, 나머지 2명의 선거인단은 전체 주의 투표결과에 따라 선출한다. 메인 주는 1972년부터, 네브래스카주는 1996년부터 이 방식을 채택했다.
현재의 선거인단 선출방식은 일명 '짧은 투표'라고도 불린다. 모든 주에서 선거권자들은 선거인단 후보자 명단만 보고 투표한다. 투표용지에 선거인단 후보의 이름을 적는다. 일부 주에서는 선거인단 후보에 대해 기명 투표를 해야 대통령 후보에게도 기명 투표를 할 수 있다.

#### 대통령 선출을 위한 선거인단 모임
대통령 선거일에 뽑힌 선거인단은 12월 둘째주 수요일 다음에 오는 월요일에 각 주의 수도에 모인다. 이 날 선거인단은 대통령, 부통령 후보에 대한 투표를 한다.
미국 선거인단 전체가 모이는 일은 없다. 각 주별로 선거인단의 대통령 선출 방식은 조금씩 다르지만, 일반적으로 선거인단은 비슷한 절차를 밟는다. 미 의회에서 각 주별로 따라야 할 절차를 결정하는 헌법적 권한을 갖고 있기 때문이다. 선거인단 모임은 일반적으로 각 주의 주무장관이 겸직하는 선거증명관(election certification official)이 주최한다.
선거증명관은 선거인단 확인증명서를 낭독한다. 이 문서는 어떤 사람이 선거인단 투표 권한을 가진 사람으로 뽑혔는지를 설명한다. 모임에 참석한 선거인단 구성원들은 자신의 이름을 답하며, 참석하지 않은 사람들은 기록에 남긴다. 다음 순서로 모임의 의장을 뽑는다. 부의장까지 뽑는 경우도 있다. 
투표가 시작되면 선거인단 구성원들은 한두 사람을 집계원으로 세운다. 일부 주에서는 집계원으로 쓸만한 사람들을 선거인단에 제공하기도 한다. 각 선거인단 구성원은 투표용지에 대통령 후보의 이름을 적어 낸다. 뉴저지주의 선거인단은 미리 인쇄된 종이에 적힌 후보 이름에 표기를 한다. 노스캐롤라이나주의 선거인단은 빈 종이에 대통령 후보의 이름을 적어 낸다. 집계원들이 투표를 센 뒤 결과를 발표한다. 결과 발표가 끝나면 같은 방식으로 선거인단이 부통령 후보에 투표한다.
각 주의 선거인단은 6가지의 투표 확인 증명서(Certificates of Vote)를 작성해야 한다. 각 투표확인 증명서에는 모든 선거인단 구성원들의 서명과 선거인단 확인증명서가 첨부되어야 한다. 각 투표확인 증명서에는 표를 받은 대통령과 부통령 후보의 이름이 반드시 들어가야 한다. 선거인단 구성원들은 증명서를 확인한 뒤 증명서의 사본을 상원의장(부통령과 동일인), 기록 보관원, 각 주의 주무장관, 지방법원장에게 보낸다.
상원의원 한 사람이 도착한 투표확인 증명서를 수집한다. 양원합동회의에서 증명서들은 주별로 알파벳으로 정리되어 마호가니 상자에 담긴다.

#### 불성실함
신의 없는 선거인이란 투표하기로 맹세한 대통령 후보에게 투표하지 않고 다른 후보에게 투표했거나 누구에게도 투표하지 않은 사람을 뜻한다. 24개 주에서 신의 없는 선거인을 처벌할 법조항을 두고 있다. 1952년 미국 연방 대법원은 한 판결에서 선거인단에 선거 결과에 따라 투표할 것을 맹세시키고, 맹세를 거부하는 선거인을 명단에서 제외시키는 주법(state law)의 손을 들어주는 판결을 했다. 이후 각 주는 선거인단의 행동을 결정하는 권한을 갖게 됐다. 신의 없는 투표를 한 선거인을 처벌하는 법의 합헌성 여부에 대해서 대법원이 판결한 바는 아직 없다. 많은 주는 신의 없는 선거인을 처벌하는 것에 그치지만, 미시간주의 경우 신의 없는 투표 자체를 무효화시키기도 한다.
선거인단 명단은 일반적으로 대통령 선거 후보자나, 후보자가 속한 정당에서 고른다. 선거인단으로 뽑힌 사람들은 일반적으로 정당과 후보자에 대한 충성심이 높은 사람들이다. 만약 신의 없는 투표를 하게 된다면 엄청난 당내 비판에 직면할 위험성이 있다.
그동안 신의 없는 선거인으로 인해 대통령 선거 결과가 바뀐 적은 없다. 2000년 워싱턴DC의 선거인단 구성원이었던 바버라 레트시몬스(Barbara Lett-Simmons)는 애초 맹세와 달리 앨 고어를 찍지 않고 기권했다. 이는 워싱턴DC에 의회 의석이 배정되지 않은 데 대한 항의 표시의 일환이었다. 하지만 당시 승자는 조지 W. 부시였기 때문에 대통령 선거 결과와 무관한 항의였다.

#### 선서하지 않은 선거인
선서하지 않은 선거인(Unpledged elector)이란 어느 후보에게 투표하기로 맹세하지 않고 입후보한 선거인단을 말한다. 이들은 자신이 원하는 후보에 자유롭게 투표할 수 있다.

### 양원 합동회의
미국의 제12차 수정헌법은 양원이 모여 선거인단 투표 결과를 집계하고 대통령 선거 승자를 발표하도록 규정하고 있다. 보통 이 회의는 선거인단 모임 이후인 1월 6일 열리게 되어 있다. 12차 수정헌법부터 새롭게 선출된 하원이 대통령 당선자를 발표하게 됐다. 1936년 이전에는 임기를 마친 하원이 당선자를 발표했다.
양원 합동회의는 오후 1시 하원 본회의장에서 열린다. 상원의장인 현직 부통령(혹은 부통령이 아닌 임시 상원의장)이 회의를 주재한다. 연단에는 부통령과 하원의장(Speaker of the House)이 앉는다. 하원의장석에는 부통령이 자리한다.
상원의원 보좌관들이 선거인단 투표확인 증명서가 담긴 두개의 마호가니 상자를 양원의원 앞에 놓는다. 상원과 하원은 집계원을 지명하는데 일반적으로는 민주당, 공화당 양당이 한 명씩 지명한다. 알파벳 순서대로 각 주별로 할당된 투표 몫이 낭독된다.
상하원 각각 1명 이상의 의원들이 특정 주의 투표를 세는 것을 반대할 수도 있다. 상하원 모두가 이에 동의하면 해당 주의 투표는 무효화된다. 1872년 미국 대선에서 아칸소주와 루이지애나주의 투표가 무효화된 사례가 있다.
각 주의 투표의 집계가 끝나면, 양원 합동회의의 주재자는 최종 결과를 발표한다. 만약 한 후보가 선거인단 과반수의 득표를 했다면, 회의 주재자는 당선된 대통령과 부통령 후보의 이름을 말한다. 이 발표로 양원 합동회의가 마무리되며, 정, 부통령 당선자가 결정된다. 공식 투표 결과는 상하원 저널에 기록된다.

### 우발상황 시 하원의 대통령 선출
미국의 제12차 수정헌법에 따르면, 선거인단 투표에서 과반수를 받은 대통령 후보가 아무도 없을 때 하원은 즉시 회의를 열고 대통령을 선출해야 한다.
이 경우 하원은 선거인단 득표를 가장 많이 한 3인 중에 한 사람을 골라야 한다. 각 주의 하원의원은 하나로 묶여 한표로 처리된다. 이 경우 워싱턴DC은 한 표도 얻지 못하는 셈이다. 과반수의 주에서 찬성표를 받은 후보는 대통령 당선자가 된다. 우발상황에서 하원의 대통령 선출이 이뤄지기 위해서는 2/3 이상의 하원의원이 참석해야 한다. 대통령 선출이 시작되면 대통령 선출이 완료될 때까지 계속해서 투표가 이뤄진다.
하원이 대통령을 선출한 경우는 1801년과 1825년 두 차례 있었다.

### 우발상황 시 상원의 부통령 선출
부통령 후보 중 선거인단의 과반수 득표를 얻은 사람이 나타나지 않으면, 상원에서 부통령을 뽑게 된다. 이 경우 상원의원들은 선거인단 투표 상위 2명 중 한 사람에게만 투표할 수 있다. 우발상황 시 상원의 부통령 선출이 이뤄지기 위해서는 상원의원의 2/3 이상이 출석해야 하며, 부통령 선출은 평소 의결 방식과 마찬가지로 이뤄진다.
제12차 수정헌법에 따르면, 상원의원의 과반수를 얻은 사람이 부통령에 선출된다. 현재 미국 상원의원이 100명이기 때문에, 과반수는 51명이다. 
1837년 상원이 부통령을 선출한 사례가 한 차례 있었다. 당시 상원은 알파벳 순서대로 공개 선거를 했다. 당시 뽑힌 부통령은 리처드 멘터 존슨이었다.
선거인단 선거를 통해 정, 부통령이 뽑히지 않은 상태에서 대통령 취임일인 1월 20일을 맞게 될 경우도 있다. 제12차 수정헌법 3항에 따르면, 이 경우 부통령 당선인이 하원에서 대통령을 뽑을 때까지 대통령 권한대행을 맡게 된다. 이 때 부통령 당선인도 확정되지 않은 상황이라면, 1947년의 대통령직 승계법에 따라 현직 하원의장이 정, 부통령 당선인이 확정될 때까지 대통령 권한대행을 맡게 된다. 아직 이런 상황은 벌어지지 않았다.

### 현재 선거인단 배분 상태
아래의 표는 각 주와 워싱턴DC에 배분된 선거인단 숫자(EV)를 표기한 것이다. 2024년, 2028년 미국 대선은 아래의 선거인단 숫자에 의거해 치러진다. 괄호에 표기된 숫자는 2020년 인구조사에 따라 변화한 선거인단 숫자를 표기한 것이다.
양원 합동회의에서 발표되는 순서대로 아래 표는 영어 알파벳 순서대로 정렬했다.
| 주           | EV      | 주           | EV      | 주               | EV      | 주                 | EV      |
| ------------ | ------- | ------------ | ------- | ---------------- | ------- | ------------------ | ------- |
| 앨라배마주   | 9       | 인디애나주   | 11      | 네브래스카주     | 5**     | 사우스캐롤라이나주 | 9       |
| 알래스카주   | 3       | 아이오와주   | 6       | 네바다주         | 6       | 사우스다코타주     | 3       |
| 애리조나주   | 11      | 캔자스주     | 6       | 뉴햄프셔주       | 4       | 테네시주           | 11      |
| 아칸소주     | 6       | 켄터키주     | 8       | 뉴저지주         | 14      | 텍사스주           | 40 (+2) |
| 캘리포니아주 | 54 (-1) | 루이지애나주 | 8       | 뉴멕시코주       | 5       | 유타주             | 6       |
| 콜로라도주   | 10 (+1) | 메인주       | 4**     | 뉴욕주           | 28 (−1) | 버몬트주           | 3       |
| 코네티컷주   | 7       | 메릴랜드주   | 10      | 노스캐롤라이나주 | 16 (+1) | 버지니아주         | 13      |
| 델라웨어주   | 3       | 매사추세츠주 | 11      | 노스다코타주     | 3       | 워싱턴주           | 12      |
| 플로리다주   | 30 (+1) | 미시간주     | 15 (−1) | 오하이오주       | 17 (−1) | 웨스트버지니아주   | 4 (-1)  |
| 조지아주     | 16      | 미네소타주   | 10      | 오클라호마주     | 7       | 위스콘신주         | 10      |
| 하와이주     | 4       | 미시시피주   | 6       | 오리건주         | 8 (+1)  | 와이오밍주         | 3       |
| 아이다호주   | 4       | 미주리주     | 10      | 펜실베이니아주   | 19 (−1) | 워싱턴 DC*         | 3       |
| 일리노이주   | 19 (−1) | 몬태나주     | 4 (+1)  | 로드아일랜드주   | 4       | 총계               | 538     |

# EV: 선거인단 숫자(Electoral Votes)
* 워싱턴DC는 주(state)는 아니지만, 제23차 수정헌법에 따라 최소인구 주와 같은 숫자의 선거인단을 배분받았다
** 메인 주와 네브래스카 주는 승자독식제가 아닌 하원의원 선거구 방식으로 선거인단을 배분한다.
*** 괄호 안의 숫자는 2020년 인구조사에 따라 변화한 선거인단 숫자를 표기한 것이다.

## 찬반 의견
선거인단 제도에 대한 찬반의견은 주로 서로 연관된 4가지 주제를 놓고 벌어진다. 간접 선거, 일부 주에서 나타나는 불균형적인 표의 힘, 승자독식제도, 연방주의가 그것이다. 선거인단 제도를 반대하는 측에서는 공통적으로 각 주별 투표권 배분을 문제삼고 있다. 선거인단 제도를 둘러싼 의회의 논쟁을 연구한 개리 버(Gary Bugh)에 따르면, 현행 제도 개혁에 반대하는 측은 대개 전통적 방식으로 이야기한다. 반면 개혁을 주장하는 측은 좀더 민주주의적 시각을 이야기하는 경향이 있었다.

### 선거인단 제도 비판

#### 일반 투표와 맞지 않음
1876년, 1888년, 2000년, 2016년 미국 대선에서 선거인단 승자가 전국적 일반 투표(popular vote)에서 과반수는커녕 최다득표도 얻지 못하는 현상이 발생했다. 1824년의 경우, 6개의 주에서 선거인단을 뽑지 않고 주 의회에서 지명했다. 따라서 해당 6개 주의 일반 투표 결과는 불명확했다. 1824년 미국 대선에서 선거인단의 과반수를 얻은 후보가 나타나지 않았고, 미국 하원에서 대통령을 결정했다. 때문에 모든 주에서 일반 투표를 실시했던 1876, 1888, 2000년, 2016년의 사례와는 다른 지점도 있다.
선거인단 제도의 반대자들은 대통령 당선자가 일반 투표 결과에서는 패하는 상황이 민주주의 체계가 작동하는 일반적인 개념과 논리적으로 맞지 않는다고 주장한다. 1인1표제가 아닌 선거인단 제도가 정치적 평등의 원칙을 위협한다는 일각의 견해도 있다. 일반 투표에서 더 적은 표를 얻은 후보가 대통령에 당선되는 상황은 미국의 연방주의적 성격과 관련이 있다. 연방주의 하에서 선거인단 제도의 지지자들과 대통령 후보들은 투표자들의 다양한 관심사와 광대한 지역을 포괄하는 대중적 기반을 만들어 내야 한다. 이러한 특성의 논리적 결과는 대통령 직선제가 아니라 선거인단 승자독식제로 귀결된다. 각 주별 선거인단을 각 주의 인구 수에 비례하여 할당함으로써 선거인단 제도의 비민주성이 어느정도는 상쇄될 수 있었다.
당선된 대통령 후보가 승리한 주에서는 작은 폭으로 이기고, 패한 후보가 승리한 주에서는 큰 폭의 차이가 난 경우에 일반 투표와 선거인단 투표의 결과가 다른 경우가 나타나기도 했다. 선거인단 제도에서는 패한 후보가 받은 일반 투표 수가 전국 선거권자의 50%를 넘을 수 있는 것이다. 두 명의 후보가 경쟁하고 있고, 모든 지역의 투표율이 동일하며, 불성실한 선거인단이 발생하지 않는 상황을 가정해 보자. 최악의 경우 전국 일반 투표의 22%의 지지를 받는 사람이 대통령에 당선되는 상황이 발생할 수도 있다. 인구가 적은 주들에서만 1표 차이로 선거인단을 모두 확보하는 상황을 가정한 것이다.
현행 선거인단 제도의 결과들은 전국적 일반 선거가 법적으로도 실질적으로도 대선의 결과에 영향력을 줄 수 없음을 의미한다. 일반 투표와 선거인단 투표에 상관관계가 확립되지 않은 상황에서, 선거권자나 후보자 모두 선거인단의 존재를 염두에 둔 선거전략을 펼친다고 가정할 수밖에 없다. 선거전이 치열한 상황에서 각 후보는 선거인단을 최대한 많이 확보하는 방식으로 움직이게 된다. 따라서 이들은 경합주를 확보하기 위해 총력을 기울일 뿐, 일반 투표에서 더 많은 표를 확보하려고 하지 않는다.
메릴랜드주의 주상원의원 조지 에드워즈는 선거인단 제도에 대해 2011년 저서에서 다음과 같이 평했다. "미국은 정치적으로 영향력이 큰 대통령을 선거인단을 통해 뽑는 유일한 국가이며, 대통령 후보자가 일반 투표에서 가장 많은 숫자의 표를 받지 않아도 대통령에 당선될 수 있는 유일한 나라다"

#### 경합주에 집중된 선거
미국의 50개 중에서 48개 주는 대선 선거인단 승자독식제를 채택하고 있다. 승자독식제는 해당 주의 1위를 하는 후보자가 해당 주 선거인단 전체를 가져가는 제도다. 이 제도 때문에 후보들은 특정 정당 선호가 불명확한 주들에게 가장 많은 관심을 쏟을 수밖에 없었다. 2004년 2008년 미국 대선에서 펜실베이니아주, 오하이오주, 플로리다주가 그랬다. 승자독식제의 논리적 근거는 불분명하다. 하지만 최근 대선 경향을 보면, 후보들이 선거인단 수가 많은 경합주에 선거운동을 집중하는 경향이 확실하게 나타나고 있다. 캘리포니아주, 텍사스주, 뉴욕주 역시 많은 선거인단 숫자를 가지고 있긴 하나, 캘리포니아와 뉴욕은 민주당(청색주), 텍사스는 공화당(적색주) 성향으로 분류된 안전주(safe state)이기 때문에 이들 주는 상대적으로 후보들의 관심을 덜 받았다. 적색주와 청색주로 불린 지역에서 후보들은 더 적은 시간과 돈을 소비했다.
선거인단 숫자가 적은 주에서도 마찬가지 현상이 나타난다. 가장 선거인단이 적은 13개 주 중에서 뉴햄프셔주를 제외한 12개 주 중에서 청색주(민주당 성향)는 6곳, 적색주(공화당 성향)은 6곳이었다. 조지 에드워즈는 2008년 미국 대선에서 후보들에게 전국적 선거운동을 하지 말고 선택된 몇개 주에서만 선거운동을 집중시킬 것을 주문한 바 있다.
이론적으로 보면, 후보들은 50개 중에서 선거인단 숫자가 가장 많은 11개 주에서만 승리해도 대통령이 될 수 있다. 55명의 선거인단을 가진 캘리포니아, 38명의 텍사스, 29명의 뉴욕, 29명의 플로리다, 20명의 일리노이, 20명의 펜실베이니아, 18명의 오하이오, 16명의 미시간, 16명의 조지아, 15명의 노스캐롤라이나, 14명의 뉴저지 주의 선거인단 숫자를 합치면 과반수인 270명을 넘는다. 2008년 미국 대선에서 버락 오바마 민주당 후보는 위의 11개 주 중에서 9곳에서 승리해 222명의 선거인단을 챙겼다.
선거인단 제도의 지지자들은 일반 대중의 직접선거를 도입하게 되면 대도시에만 시선이 집중되고 농촌 지역은 희생될 것이라 주장한다. 또한 이들은 일반 선거 하에서 대통령 후보들은 핵심 지지층의 투표율을 높이기 위해 후보들이 지지 기반인 지역에서만 열심히 선거운동을 할 것이라고 보고 있다. 반면 전국적 일반선거를 지지하는 사람들은 일반 선거를 통해 당선되는 주지사와 상원의원 후보들이 인구가 적은 지역을 무시하지 않는다며 선거인단 제도 지지자들을 반박한다.

#### 투표율 하락
경합주를 제외한 지역에서 투표율은 그리 높지 않다. 대부분의 주에서 특정 정당의 지지세가 워낙 뿌리 깊기 때문이다. 선거인단 제도는 경합주를 제외하면, 한 정당이 선거권자들의 투표율을 제고시켰을 때 주어질 혜택을 감소시킨다. 반대로 전국적 일반 선거를 통해 대통령을 선출하게 되면 정당과 선거운동원들이 모든 곳에서 투표율 상승을 독려할 유인이 생긴다. 각 개인들도 친구들이나 주변 지인들로 하여금 투표에 참여하게 하도록 할 강력한 동기가 생긴다. 경합주와 비경합주에서 나타나는 투표율의 차이는 선거인단 제도를 일반 투표에 의한 직선제로 바꿨을 때 투표율과 선거 참여를 획기적으로 높일 수 있다는 주장을 뒷받침한다.

#### 낮은 투표율
시민들이 쉽게 투표하지 못하게 하는 방법에는 여러 가지가 있다. 투표 방법을 어렵게 바꿀 수도 있으며, 법적인 이유(범죄 등)로 투표권을 박탈하는 방법이 있다. 이럴 경우 해당 주의 투표율은 떨어지지만 투표율이 떨어진다고 해당 주가 특별히 불이익을 받는 것은 아니다.
법학자인 아킬 아마르(Akhil Amar)와 비크람 아마르(Vikram Amar)는 애초 선거인단 제도 도입이 합의된 것은 투표권 박탈이 관련이 있다고 지적했다. 애초 펜실베이니아 주의 대표자가 대통령 직선제를 제안했지만 이것이 받아들여지면 북부의 주들이 남부의 주들에 비해 더 많은 투표권을 가지게 될 터였다. 남부 주에 존재하고 있었던 50만 명 가량의 노예들은 투표권을 가지지 못했기 때문이다. 이 때문에 남부 주의 노예들에게 3/5의 투표권을 주는(5분의 3 조약) 선거인단 제도가 나타나게 됐다. 선거인단 제도하에서 각 주가 가진 영향력은 투표율과 무관했기 때문에 각 주들이 많은 수의 시민들로부터 투표권을 박탈하는 일이 허용됐다. 아킬과 비크람은 다음과 같이 지적했다.
"건국자들의 체계는 여성들의 투표권이 끊임없이 박탈되는 상황을 장려했다. 전국적 직접선거 제도 하에서는 여성들에게 투표권을 부여하는 주의 영향력이 두배로 증가할 것이었다. 하지만 선거인단 제도 하에서는 각 주들이 참정권을 확대시킬 유인이 없었다. 노예들과 마찬가지로 (각 주에게 있어) 중요한 점은 얼마나 많은 여성들이 살고 있느냐는 것이었지, 얼마나 많은 여성들이 참정권을 갖고 있는지가 아니었다.

선거인단 제도는 각 주들이 시민들의 투표권을 박탈하거나 제약한다 하더라도 그 영향력이 상실되지 않도록 했다. 투표권을 제약하는 방식에는 투표를 어렵게 하거나, 투표에 들어가는 비용을 높이거나, 법적으로 투표권을 빼앗아가는 등 여러 가지가 있었다. 아킬과 비크람은 "심지어 오늘날에도 낮은 투표율을 보이는 주는 그 주가 높은 투표율을 보였을 때와 정확하게 같은 숫자의 선거인단을 얻는다. 반면 잘 설계된 직선제는 각 주들로 하여금 투표를 독려하도록 자극할 것이다"라고 지적했다.

#### 불필요한 복잡성
조지 에드워즈는 선거인단 제도가 지나치게 불필요하게 복잡하다고 지적했다.
"선거인단 제도는 대통령을 뽑는 간단한 과정을 제공하지 못한다. 반대로 이 제도는 이상하게 복잡하다. 뿐만 아니라 선거인단 제도는 유권자들의 선택에서 의회의 표 계산으로 이어지는 긴 여정을 통해 사람들의 의지를 무효화시킬 수 있는 가능성을 갖고 있다."

### 선거인단 제도 찬성

#### 도시 중심의 선거 방지
현행 제도를 지지하는 사람들은 선거인단 제도 때문에 인구가 많은 도시 지역에서만 이긴 후보가 대통령이 되는 일을 막을 수 있다고 주장한다. 이를 풀이하자면, 전국적 일반 선거 하에서보다 선거인단 제도 하에서 대통령은 더 넓은 지역에서 선거운동을 해야 한다는 의미다.

#### 미국의 연방주의적 성격
미국은 각 주로 구성된 연방 국가다. 현행 제도의 지지자들은 작은 주라 할지라도 이들의 집단적 의견이 연방정부 차원에서 인구가 많은 하나의 주의 의견보다 관심을 받을 가치가 있다고 주장한다. 현행 제도는 또한 각 주가 헌법의 울타리 안에서의 자유를 허용하고 있다. 각 주는 더 많은 사람을 투표에 참가시키기 위한 지나친 동기부여를 할 필요 없이 각자의 주법에 따라 투표 방식이나 투표권 박탈을 결정할 수 있다.
잭슨주의 시대(Jacksonian Era)라 불리는 시기 전까지 초기 미국은 선거인단을 주의회에서 선출했다. 선거인단 제도의 지지자들은 어쨌든 결국 대통령은 각 주의 결정에 따라야만 한다고 주장한다. 미국의 연방주의적 본질은 하나의 크고 중앙집권적 정부가 물러나도록 할 것이다.
미국의 정치평론가이자 정치학자인 래리 새버토는 자신의 책인 '더 완벽한 헌법'(A More Perfect Constitution)에서 선거인단의 제도의 장점을 정교화시키며 "제도를 없애지 말고 고쳐라"라고 주장했다. 이 책에서 래리 새버토는 선거인단 제도가 후보들로 하여금 인구가 적은 주에 대한 관심을 끌게 하고, 연방주의 하에서 주의 역할을 강화시키는 역할을 한다고 주장했다.

#### 소수 집단의 지위 강화
선거인단 제도의 찬성자들은 승자독식제 때문에 소수 집단(minority groups)이 특정 후보가 한 주에서 승리하는데 결정적인 역할을 맡을 수 있다고 주장한다. 찬성자들은 승자독식제가 대통령 후보들로 하여금 여러 소수 집단이나 압력단체에게 구애를 하도록 만드는 기능을 한다고 본다.

#### 양당제를 통한 안정
선거인단 제도의 지지자들은 선거인단 제도가 제3당의 출현을 어렵게 한다는 비판을 오히려 선거인단 제도의 장점으로 여긴다. 이들은 양당제가 급격한 정치적, 문화적 변화의 시기를 거치는 동안 안정을 가져다준다고 주장한다. 선거인단 제도의 지지자들은 양당제가 각 지방에 존재하는 소수 그룹들의 주장을 온건화하는 효과를 가져온다고 본다. 소수 그룹들이 전국적으로 폭넓고 장기간의 지지를 얻기 위해서는 자신들의 주장을 바꿔야 한다는 것이다.

#### 선거 부정 차단
몇몇 선거인단 제도 지지자들은 이 제도가 선거 부정과 같은 여러 가지 문제점을 특정 주에만 한정시키는 효과가 있다고 말한다. 선거인단 제도에서는 특정 주에서 다수를 차지한 정당이 선거 부정을 통해 자신들의 찬성표를 높일 이유가 없으며, 설령 부정이 일어난다 하더라도 전체 선거에는 영향을 주지 않는다는 것이다. 반면 선거인단 제도의 비판자들은 2000년 미국 대선에서 플로리다주의 상황처럼 한 주의 선거결과가 전체 선거 결과에 영향을 주는 경우에는 선거에서 발생하는 여러 가지 문제점이 특정 주에만 한정될 수 없다고 지적한다.

## 같이 보기
- 미국의 대통령 선거
- 경합주